# Leicester Stanhope, V conte di Harrington
Leicester FitzGerald Charles Stanhope, V conte di Harrington (Dublino, 2 settembre 1784 – Londra, 7 settembre 1862), è stato un nobile e ufficiale inglese.

## Biografia
Era il figlio di Charles Stanhope, III conte di Stanhope, e di sua moglie, Jane Fleming.

## Carriera
Il 1º ottobre 1799 divenne un cornetta e sottotenente nel 1º Reggimento Life Guards, ed è stato promosso tenente il 20 ottobre 1802. Si trasferì nel 9º Reggimento di fanteria, il 19 marzo 1803, e il 2 aprile 1803 raggiunse il grado di capitano nel 10º Reggimento degli Ussari. Il 9 novembre 1803, entrò nel 6º Reggimento dei Dragoni, e il 27 gennaio 1813, nel 17º reggimento dei dragoni. Promosso a maggiore, è stato nominato vice aiutante generale nella Indie Orientali il 29 giugno 1815, con il grado di tenente colonnello.
Prese parte alla terza guerra anglo-maratha. Il 14 ottobre 1818, è stato nominato cavaliere del Bagno per il suo servizio nel conflitto.

## Matrimonio
Sposò, il 23 aprile 1831 a Londra, Elizabeth Green (?-24 dicembre 1898), figlia di William Green e Ann Rose Hall. Ebbero quattro figli:
- Lady Geraldine Evelyn Stanhope (?-5 gennaio 1914), sposò Edward Leeson, VI conte di Milltown, non ebbero figli;
- Lady Anna Caroline Stanhope (24 maggio 1837-9 aprile 1913), sposò Edward Chandos-Pole, ebbero undici figli;
- Algernon Russell Gayleard Stanhope, visconte Petersham (1838-1847);
- Sydney Stanhope, VI conte di Harrington (27 settembre 1845-22 febbraio 1866).

## Morte
Morì il 7 settembre 1862, a 78 anni.

## Ascendenza
|                                              |                    |                                         | Genitori                                      |  |  | Nonni |  |  | Bisnonni                                   |  |  | Trisnonni         |  |
|                                              |                    |                                         |                                               |  |  |       |  |  | 8. William Stanhope, I conte di Harrington |  |  | 16. John Stanhope |  |
|                                              |                    |                                         |                                               |  |  |       |  |  | 8. William Stanhope, I conte di Harrington |  |  | 16. John Stanhope |  |
|                                              |                    | 17. Dorothy Agard                       |                                               |  |  |       |  |  | 8. William Stanhope, I conte di Harrington |  |  |                   |  |
| 4. William Stanhope, II conte di Harrington  |                    |                                         |                                               |  |  |       |  |  | 8. William Stanhope, I conte di Harrington |  |  |                   |  |
|                                              |                    | 9. Anne Griffith                        | 18. Edward Griffith                           |  |  |       |  |  |                                            |  |  |                   |  |
|                                              |                    | 9. Anne Griffith                        | 18. Edward Griffith                           |  |  |       |  |  |                                            |  |  |                   |  |
|                                              |                    | 9. Anne Griffith                        | 19. Elizabeth Lawrence                        |  |  |       |  |  |                                            |  |  |                   |  |
| 2. Charles Stanhope, III conte di Harrington |                    | 9. Anne Griffith                        |                                               |  |  |       |  |  |                                            |  |  |                   |  |
|                                              |                    | 10. Charles FitzRoy, II duca di Grafton | 20. Henry FitzRoy, I duca di Grafton          |  |  |       |  |  |                                            |  |  |                   |  |
|                                              |                    | 10. Charles FitzRoy, II duca di Grafton | 20. Henry FitzRoy, I duca di Grafton          |  |  |       |  |  |                                            |  |  |                   |  |
|                                              |                    | 10. Charles FitzRoy, II duca di Grafton | 21. Isabella Bennet, II contessa di Arlington |  |  |       |  |  |                                            |  |  |                   |  |
| 5. Caroline Fitzroy                          |                    | 10. Charles FitzRoy, II duca di Grafton |                                               |  |  |       |  |  |                                            |  |  |                   |  |
|                                              |                    | 11. Henrietta Somerset                  | 22. Charles Somerset, marchese di Worcester   |  |  |       |  |  |                                            |  |  |                   |  |
|                                              |                    | 11. Henrietta Somerset                  | 22. Charles Somerset, marchese di Worcester   |  |  |       |  |  |                                            |  |  |                   |  |
|                                              |                    | 11. Henrietta Somerset                  | 23. Rebecca Child                             |  |  |       |  |  |                                            |  |  |                   |  |
| 1. Leicester Stanhope, V conte di Harrington |                    | 11. Henrietta Somerset                  |                                               |  |  |       |  |  |                                            |  |  |                   |  |
|                                              | 12. Robert Fleming | …                                       |                                               |  |  |       |  |  |                                            |  |  |                   |  |
|                                              | 12. Robert Fleming | …                                       |                                               |  |  |       |  |  |                                            |  |  |                   |  |
|                                              | 12. Robert Fleming | …                                       |                                               |  |  |       |  |  |                                            |  |  |                   |  |
| 6. John Fleming, I baronetto                 | 12. Robert Fleming |                                         |                                               |  |  |       |  |  |                                            |  |  |                   |  |
|                                              |                    | 13. Catharine Spence                    | …                                             |  |  |       |  |  |                                            |  |  |                   |  |
|                                              |                    | 13. Catharine Spence                    | …                                             |  |  |       |  |  |                                            |  |  |                   |  |
|                                              |                    | 13. Catharine Spence                    | …                                             |  |  |       |  |  |                                            |  |  |                   |  |
| 3. Jane Fleming                              |                    | 13. Catharine Spence                    |                                               |  |  |       |  |  |                                            |  |  |                   |  |
|                                              |                    | 14. William Coleman                     | …                                             |  |  |       |  |  |                                            |  |  |                   |  |
|                                              |                    | 14. William Coleman                     | …                                             |  |  |       |  |  |                                            |  |  |                   |  |
|                                              |                    | 14. William Coleman                     | …                                             |  |  |       |  |  |                                            |  |  |                   |  |
| 7. Jane Coleman                              |                    | 14. William Coleman                     |                                               |  |  |       |  |  |                                            |  |  |                   |  |
|                                              |                    | 15. Jane Seymour                        | 30. Edward Seymour, V baronetto               |  |  |       |  |  |                                            |  |  |                   |  |
|                                              |                    | 15. Jane Seymour                        | 30. Edward Seymour, V baronetto               |  |  |       |  |  |                                            |  |  |                   |  |
|                                              |                    | 15. Jane Seymour                        | 31. Laetitia Popham                           |  |  |       |  |  |                                            |  |  |                   |  |
|                                              |                    | 15. Jane Seymour                        |                                               |  |  |       |  |  |                                            |  |  |                   |  |